# Temnosoma
Temnosoma is een geslacht van vliesvleugelige insecten van de familie Halictidae.

## Soorten
- T. aeruginosum Smith, 1879
- T. fulvipes Friese, 1924
- T. laevigatum Smith, 1879
- T. malachisis Friese, 1924
- T. metallicum Smith, 1853
- T. smaragdinum Smith, 1879
- T. sphaerocephalum (Schrottky, 1909)